# (577) Рея
(577) Рея (нем. Rhea) — астероид главного пояса, который был открыт 20 октября 1905 года немецким астрономом Максом Вольфом в Гейдельбергской обсерватории и назван в честь Реи, древнегреческой титаниды.
Тиссеранов параметр относительно Юпитера — 3,193.